# Stara Zagora (tỉnh)
Stara Zagora là một tỉnh ở nam trung bộ của Bulgaria. Thành phố chính của tỉnh này là Stara Zagora, thành phố lớn thứ nhì là Kazanlak. Ngoài ra còn có các thị xã gần đó Radnevo. Bên rìa của Radnevo có một khu vực sản xuất than đá. Radnevo có khoảng cách 20 km so với Stara Zagora. Tỉnh này có 388.556 dân và diện tích 5151,1 km2. Dân số của Stara Zagora và Kazanlak lần lượt là 150.000 người và 40.000.
Stara Zagora có các đô thị sau:
- Bratya Daskalovi
- Chirpan
- Galabovo
- Gurkovo
- Kazanlak
- Maglizh
- Nikolaevo
- Opan
- Pavel Banya
- Radnevo
- Shipka
- Stara Zagora

Stara Zagora là một trung tâm văn hó có tầm quan trọng đặc biệt đối với Bulgaria do đây là một Thracian cổ đại. Tháng 10 năm 2004, tỉnh này đã được trao giải chất lượng cuộc sống tốt nhất ở châu Âu, cùng với các địa danh khác như Đại Zürich (Thụy Sĩ), xếp trên Andalucia (Tây Ban Nha), và Flanders (Bỉ). Giải này do fDi Magazine trao, được Financial Times Group sáng tạo ra, với các tiêu chí chi phí sinh hoạt thấp, các khu nhà mới xây và di sản văn hóa phong phú.